# Esquirol llistat de Panamint
L'esquirol llistat de Panamint (Neotamias panamintinus) és una espècie de rosegador de la família dels esciúrids. És endèmic del sud-oest dels Estats Units, 
a Califòrnia i Nevada, on viu a altituds d'entre 1.230 i 3.180 msnm. S'alimenta de llavors, fruita, fòrbies primaverals i artròpodes que busca a terra i als arbres petits. És una espècie en risc mínim, és a dir, no sembla que hi hagi cap amenaça significativa per a la seva supervivència.